# 柯迪·艾倫
柯迪‧艾德華‧艾倫 （1988年11月20日—） 為美國大聯盟(MLB)職棒後援投手, 生涯曾效力過印地安人與天使等隊。

## 學生時期
艾倫在奧蘭多, 佛羅里達高中時期於威廉.布恩高中打球，大學時期於中央佛羅里達大學與聖彼得堡大學。在2011年美國大聯盟選秀時期, 他在第23順位被克里夫蘭印地安人隊指定。
接下來該年成為小聯盟球員磨練後才成功進入大聯盟。
艾倫在2011年時於印地安人隊農場系統轉換了四個球隊, 但主要大部分時間在馬洪寧河谷拳師狗隊, 在14場比在中取得3勝1敗/防禦率2.14的成績。
接著在哥倫布快艇隊, 在24場比在中取得3勝2敗/防禦率2.27的成績。並於該球季結束後, 被印地安人隊由投手身分登入大聯盟名單中。

## 職業時期
2012年7月20日, 艾倫終於首次登場就在3A 哥倫布快艇隊上來後, 
並且成功投出救援任務,無上壘、無安打, 1次三振。巴爾的摩金鶯隊三壘手Mark Reynolds成為了他職業生涯首次三振苦主。

2013年, 艾倫達成6勝1負/防禦率2.43/三振數88的好成績, 他的77場救援在美聯季賽中僅次於Joel Peralta的80場。

在2014年季初, 當家終結者John Axford投得非常掙扎, 於是該年五月艾倫開始分擔任終結者的腳色。最後季賽結束, 總共出賽76場, 在69.2局中取得6勝4負/防禦率2.07/91三振/24救援成功的成績。

2015年，艾倫出賽70場, 在69又1/3局中取得34場救援成功/99次三振/防禦率2.99。
2021年2月17日，艾倫宣布正式退休。

## 其他連結
- 球員資訊和成績在MLB，ESPN，Baseball-Reference，Fangraphs，The Baseball Cube，Baseball-Reference (Minors)（英文）
- 柯迪·艾倫在台灣棒球維基館上的頁面（繁體中文）